# ГЕС Lower Stung Russei Chrum (Нижня)
ГЕС Lower Stung Russei Chrum (Нижня) — гідроелектростанція на південному заході Камбоджі. Знаходячись після ГЕС Lower Stung Russei Chrum (Верхня), становить нижній ступінь каскаду на річці Stung Russei Chrum, яка дренує південний схил гір Krâvanh та впадає до Сіамської затоки за десяток кілометрів від кордону з Таїландом.
У межах проекту річку перекрили греблею із ущільненого котком бетону висотою 68 метрів, яка утворила водосховище з площею поверхні 1,1 км2. Від нього через лівобережний масив прокладено дериваційний тунель довжиною 3,15 км, який сполучений із запобіжним балансувальним резервуаром та напірним водоводом, який безпосередньо подає ресурс до облаштованого на березі річки наземного машинного залу. При цьому сама Stung Russei Chrum після греблі описує вигнуту на південний захід дугу, так що відстань по руслу до машинного залу становить 8 км.
Основне обладнання станції становлять дві турбіни типу Френсіс потужністю по 66 МВт, які при напорі у 86 метрів забезпечують виробництво 466 млн кВт-год електроенергії на рік.
Видача продукції відбувається по ЛЕП, розрахованій на роботу під напругою 230 кВ.